# Charlotte Wasser
Charlotte Wasser (* 20. August 1914 in Breslau, Niederschlesien; heute Wrocław, Polen, als Charlotte Sille; † [vor dem 18.] August 2001 in Berlin) war eine deutsche Publizistin und Literaturpropagandistin.

## Leben
Charlotte Sille war die Tochter eines Schneiders und einer Hausangestellten und wuchs in ärmlichen Verhältnissen auf. Ihr Wunsch, mittels Bildung dem Arbeitermilieu zu entkommen, scheiterte an der prekären finanziellen Situation der Familie. Von 1920 bis 1928 besuchte sie die Volksschule und arbeitete anschließend als Hausangestellte und als Hilfskraft in einem Milchgeschäft in Breslau. 1937 lernte sie den Maschinenschlosser Artur Wasser (1912–2004), einen überzeugten Kommunisten, kennen, den sie 1939 heiratete. Er habe, sagte sie später, ihr die „Kleinbürgerideologie“ ausgetrieben und ihr politisches Bewusstsein erweckt. Seine politischen Ansichten führten zu Schwierigkeiten während seiner Wehrmachtszeit. Er wurde inhaftiert, zur Arbeit in der Rüstungsindustrie abkommandiert und letztlich wieder zum Kriegseinsatz nach Südfrankreich einberufen. 1944 gelang es ihm, zu den Amerikanern überzulaufen. Charlotte Wasser war von 1940 bis 1941 als Stenotypistin im Fliegerhorst Wischau tätig. Einen Tag nach dem Überfall auf die Sowjetunion wurde sie verhaftet und verbüßte eine fünfmonatige Haftstrafe im Untersuchungsgefängnis Breslau. Nach einer niedergeschlagenen Anklage wegen „Vorbereitung zum Hochverrat“ wurde sie dienstverpflichtet als Bürohilfskraft im Fliegerhorst Gandau/Breslau. Weil sie in den letzten Kriegsmonaten einen Deserteur bei sich zuhause versteckt hatte, blieb ihre Wohnung inmitten der Plünderungswelle der Roten Armee unangetastet und sie genoss bis Ende 1946 Bleiberecht in Breslau. In dieser Zeit arbeitete sie als Verkäuferin. Mit ihrer Mutter übersiedelte sie nach Berlin zu ihrer Großtante, wo sie ihren nun aus amerikanischer (und am Ende englischer) Gefangenschaft entlassenen Mann wiedertraf. Gemeinsam traten sie in die Sozialistische Einheitspartei Deutschlands (SED) ein und besuchten von 1947 bis 1949 Vorlesungen an der gesellschaftswissenschaftlichen Fakultät der Leipziger Universität, ihr Mann als eingeschriebener Student, sie als Gasthörerin. Da Artur Wasser eine Anstellung als wissenschaftlicher Bibliothekar an der Berliner Stadtbibliothek fand, zog das Ehepaar nach Ost-Berlin. Dort arbeitete Charlotte Wasser ab 1950 als Lektorin, zuerst im Schriftstellerverband, später in verschiedenen Verlagen. Zwischendurch absolvierte sie ein zweijähriges Studium für Kulturschaffende an der Abenduniversität, ein einjähriges Direktstudium an der Bezirksschule der SED und besuchte einen dreimonatigen Lehrgang an der Bezirksschule der Gesellschaft für Deutsch-Sowjetische Freundschaft (DSF). Von 1955 bis 1959 war sie als Referentin für sowjetische Literatur im Zentralvorstand der DSF tätig.
Ab 1960 arbeitete sie freiberuflich als Autorin und Literaturpropagandistin. Vor allem erstellte sie literarische Porträts von Künstlern in Form von Dia-Tonvorträgen, die „Tonbandbildstreifen“ genannt wurden. Initialzündung war ein Autorenabend 1951, an dem die von Ehm Welk persönlich erzählte Lebensgeschichte ohne angemessene Besucherresonanz geblieben war. Wasser hatte sich daraufhin vorgestellt, derartige Künstlereinblicke zu konservieren und vielen Menschen nahezubringen. Erst einige Jahre später lag ihre erste Diaserie mit zwanzigminütiger „Tonband-Begleitung“ vor. Im Zentralen Haus der DSF hatte sie eine Ausstellung über Maxim Gorki gesehen und die Tafeln abfotografiert. Einer Schauspielerin gab sie die erläuternden Texte vor, die diese professionell aufs Band sprach. Nach diesem Muster verfuhr sie in der Folgezeit weiter. Zu ihrem bekanntesten Werk avancierte das 1967 erstellte Porträt über Ernst Busch, das infolge ihrer engen Freundschaft mit dem Künstler noch einmal erweitert und in vier Sprachen übersetzt wurde.
Schulen, Jugendklubs, Betriebe, Kulturhäuser und Bibliotheken waren die bevorzugten Einsatzorte ihrer Dokumentationen. Dabei war sie ihre eigene Veranstaltungstechnikerin, die vor der eigentlichen Aufgabe der Wissensvermittlung für den kompletten Geräteaufbau sorgte. Vervielfältigungen ihrer Werke ermöglichten aber auch anderen Personen, Lehrern in Schulen, Bibliothekaren in Büchereien, Krankenschwestern auf Klinikstationen, Parteifunktionären in Massenorganisationen, Betreuern in Ferienheimen usw., die vertonte Diaschau mit Hilfe der Anweisungen im Vorführer-Begleitbuch durchzuführen.
In den 1960er Jahren schrieb sie Artikel, die sich überwiegend auf ihre Vortragstätigkeit bezogen, für diverse Parteiorgane, Kulturblätter, berufsbezogene Periodika und gelegentlich veröffentlichte sie auch im Neuen Deutschland oder in der Jungen Welt. Manchmal berichtete sie über Literaturdiskussionen, die sie moderiert hatte, schilderte ausführlich ihre Besuche in Kombinaten oder widmete sich, ab Anfang der 1970er Jahre, Themen der Bildenden Kunst. Auf Letztere konzentrierte sie sich bei ihren Veranstaltungen in den 1980er und 1990er Jahren (Marc Chagall, Pablo Picasso, Paula Modersohn-Becker, Salvador Dalí, Edward Hopper, Andy Warhol), daneben blieb Ernst Busch weiterhin ein Thema und Paul Robeson kam neu hinzu.

## Zitat von Charlotte Wasser
„Insgesamt geht es mir bei meiner Arbeit darum, massenwirksam und in gut faßlicher Art und Weise die Aufnahmefähigkeit für künstlerische Werke und das Verständnis für ihre Schöpfer zu wecken und zu fördern […].“

## Zitate über Charlotte Wasser
„Wenn ihre Bilder, Worte und Musik zu einer Einheit verschmelzen, hat man das Empfinden, einer gelungenen Theater-Aufführung beizuwohnen, bei der Intellekt und Gefühl gleichermaßen angesprochen werden.“

„Charlotte Wasser besitzt Einfühlungsvermögen, Fingerspitzengefühl. Sie ist in keiner Phase ihrer Darbietung oberflächlich, man spürt die gründliche Vorarbeit. Der Text, die Reproduktionen der Gemälde, ergänzende Fotos sowie die Musik ergeben eine Einheit, sind aufeinander abgestimmt.“

## „Tonbandbildstreifen“ (später „Ton-Dia-Zyklus“ genannt)
Nicht alle Angaben konnten ermittelt werden. Versuch der chronologischen Sortierung nach Angaben Wassers in Zeitungsartikeln.
- 1955 o. später: Maxim Gorki, 20 min
- nach 1955: Michail Scholochow
- nach 1955: Johannes R. Becher
- 1961: Bertolt Brecht. Leben und Werk, Magistrat von Groß-Berlin, Abteilung Kultur (Hrsg.)
- 1961: Otto Gotsche. Zwischen Nacht und Morgen, Bezirksleitung der SED, Abteilung Kultur, Magistrat von Groß-Berlin, Abteilung Kultur (Hrsg.)
- 1962: Gerhart Hauptmann. Aus seinem Leben und Werk, Gesellschaft zur Verbreitung wissenschaftlicher Kenntnisse. Präsidium. Sektion Kunst und Literatur und Sektion Ausstellungen und Anschauungsmaterial (Hrsg.), 55 min
- 1962 (?): Erich Weinert spricht! – Aus seinem Leben und Werk in Ton und Bild, Gesellschaft zur Verbreitung wissenschaftlicher Kenntnisse (Hrsg.) [es findet sich auch bisweilen die Angabe: Kreisvorstand des FDGB Berlin-Friedrichshain]
- um 1962/63 (?): F. C. Weiskopf
- 1963: Louis Fürnberg. „Nichts ist schöner als des Menschen Herz“. Sein Leben und Werk in Ton und Bild, Gesellschaft zur Verbreitung wissenschaftlicher Kenntnisse. Präsidium. Sektion Kunst und Literatur und Sektion Ausstellungen und Anschauungsmaterial (Hrsg.)
- 1963: Kurt Tucholsky. Gruss nach vorn, Gesellschaft zur Verbreitung wissenschaftlicher Kenntnisse. Präsidium. Sektion Kunst und Literatur und Sektion Ausstellungen und Anschauungsmaterial (Hrsg.)
- 1963 (?): Friedrich Wolf
- 1963: Bei Alex Wedding zu Gast. Leben und Werk in Bild und Ton, 45 min
- 1963: Arnold Zweig. Tribun des Friedens, Gesellschaft zur Verbreitung wissenschaftlicher Kenntnisse (Hrsg.)
- 1966: Liebe – uralte Weise
- 1967: Ernst Busch. Vorwärts und nicht vergessen … Sein Leben und Wirken in Lied, Wort und Bild, Rat des Stadtbezirks Berlin-Friedrichshain, FDGB-Kreisvorstand Berlin-Friedrichshain, 80 min (auch als Geschenkkassette/Boxset in repräsentativer Ausführung mit 155 verglasten Dias, Tonband und Begleitmaterial)
- 1967: Meine unvergessenen Freunde. Begegnung mit sowjetischen Büchern und ihren Helden, Bundesvorstand des FDGB, Abteilung Kultur, Gesellschaft für Deutsch-Sowjetische Freundschaft, Abteilung Kultur (Hrsg.), 70 min
- 1970: Lenin – Leben und Tat (Teil 1 des Vortrags über Lenin: Kindheit und Jugend sowie sein Wirken bis zur Oktoberrevolution, dargeboten in Wort, Bild und Musik), Kreisleitung der SED Berlin-Pankow, Abteilung Agitation und Propaganda (Hrsg.), 60 min
- 1970: Denn ihr gebt das Leben (Teil 1 des Vortrags über die Frau in der Kunst: Die Rolle der Frau im Wandel der Zeiten, dargestellt durch die bildende Kunst, Dichtung und Musik), Kreisvorstand des FDGB Berlin-Friedrichshain, Abteilung Kultur (Hrsg.), 50 min
- 1970: Denn wir sind Liebende und Werdende (Teil 2 des Vortrags über die Frau in der Kunst: Freundschaft und Liebe früher und heute, im Werk bildender Kunst, Dichtung und Musik), Kreisvorstand des FDGB Berlin-Friedrichshain, Abteilung Kultur (Hrsg.), 70 min
- 1970: Kinderaugen sehen uns an (Teil 3 des Vortrags über die Frau in der Kunst: Die Welt des Kindes – in Vergangenheit und Gegenwart – im Werk bildender Künstler, Dichter, Pädagogen und Komponisten), Kreisvorstand des FDGB Berlin-Friedrichshain, Abteilung Kultur (Hrsg.), 60 min
- 1971: Lenin – Leben und Tat (Teil 2 des Vortrags über Lenin: Seine Rolle bei der Lösung der Aufgaben des jungen Sowjetlandes), Kreisleitung der SED Berlin-Pankow, Abteilung Agitation und Propaganda (Hrsg.), 60 min
- 1972: Der Künstler und sein Menschenbild, Kreisvorstand des FDGB Berlin-Friedrichshain, Abteilung Kultur (Hrsg.), 60 min
- ca. erste Hälfte 1970er Jahre: Wenn die Vernunft schläft. Kunst im Dritten Reich
- 1974: Dies ist mein Land, in dem ich lebe, Kreisvorstand des FDGB Berlin-Friedrichshain, Abteilung Kultur (Hrsg.)
- 1975: Du bist nicht allein. Die Rolle der Sowjetunion als Friedensmacht, Kreisvorstand des FDGB Berlin-Friedrichshain, Abteilung Kultur (Hrsg.)
- 1976: Wer aber ist die Partei – das geistig-moralische Antlitz des Genossen im Spiegel der Literatur, Kunst und Wirklichkeit, Kreisvorstand des FDGB Berlin-Friedrichshain, Abteilung Kultur (Hrsg.)
- 1977: Den Freunden aber öffnen wir das Herz. – Ein Beitrag zur deutsch-sowjetischen Freundschaft, Kreisvorstand des FDGB Berlin-Friedrichshain, Abteilung Kultur (Hrsg.) [es findet sich auch bisweilen die Angabe: Kreisvorstand der SED Berlin-Pankow, Abteilung Agitation und Propaganda]
- 1984: Auch ich bin Amerika – Paul Robeson

## Umfangreiche Artikel
- 1962: Ein Roman und seine Leser. Schöpferischer Meinungsstreit über „Beschreibung eines Sommers“ von Karl-Heinz-Jakobs. In: Neue deutsche Literatur, 4/1962, S. 65–74.
- 1962: Der weite Weg. Aufzeichnungen nach einem Brigadetagebuch. In: Berliner Zeitung, 15. April 1962, ganzseitiger Bericht.